# Pedro Pérez Clotet
Pedro Pérez-Clotet (Villaluenga del Rosario, Cádiz, 1902-Ronda, 1966) fue un escritor español perteneciente a la Generación del 27, aunque en ocasiones también aparece en la nómina de la Generación del 36.

## Biografía

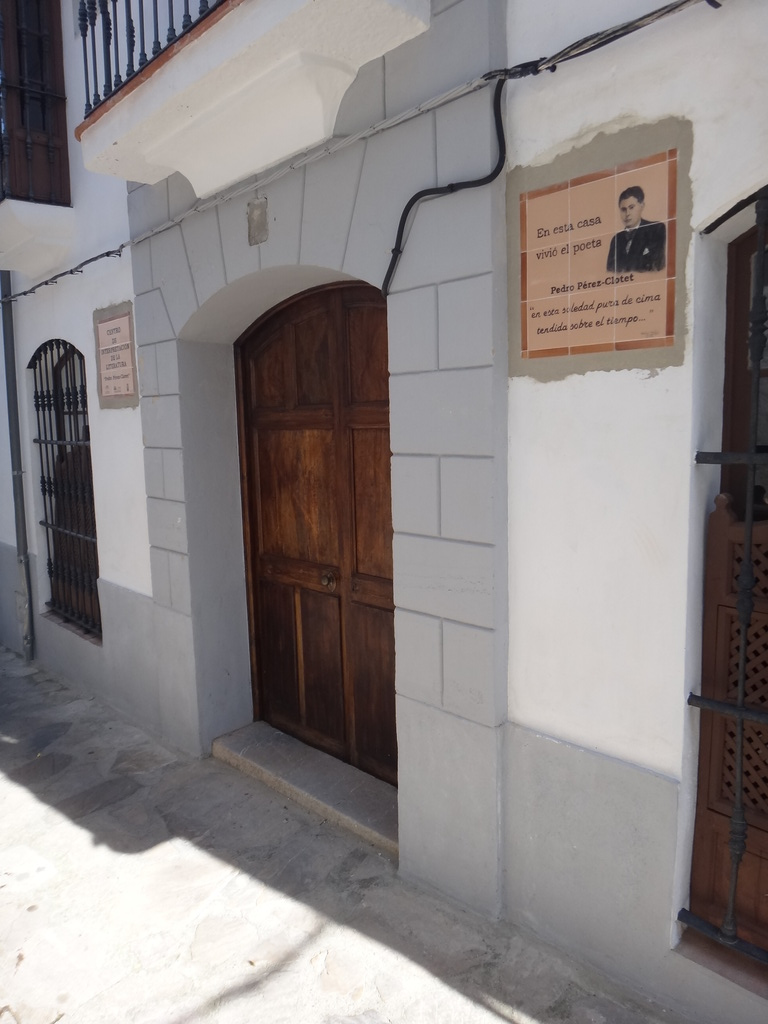
Casa y centro de interpretación

A los once años ingresó en el colegio jesuita de San Luis Gonzaga del Puerto de Santa María, donde también cursaron estudios Rafael Alberti, Juan Ramón Jiménez, Fernando Villalón y Pedro Muñoz Seca. Empezó Derecho en la Universidad Hispalense. Fue alumno de Pedro Salinas en dicha Universidad y compañero de Luis Cernuda y Joaquín Romero Murube. En 1925 llega a Madrid para hacer el doctorado. Asiste a las tertulias literarias organizadas por Juan Ramón Jiménez, y al terminar su tesis sobre la Política de Dios, de Quevedo, decide consagrarse a la literatura. En la imprenta «Sur» de Málaga se imprime su primer libro, Signo del alba, en 1929. En ese mismo año fallece su madre y dos años más tarde su padre. 
A través de su amistad con Cernuda, Pérez-Clotet participó en los proyectos de las Misiones Pedagógicas en la Sierra de Grazalema. En 1932 fundó la revista poética Isla, primera de las numerosas revistas poéticas gaditanas (nació en Cádiz el año 1932 y murió en Jerez en 1940). Entre sus colaboradores se contaron Vicente Aleixandre, Emilio Prados, Fernando Villalón, Miguel Hernández, Jorge Guillén, Gerardo Diego, Vicente Carrasco, Dionisio Ridruejo, José María Pemán, Luis Rosales, José Antonio Muñoz Rojas, Carmen Conde, Adriano del Valle... En 1934 Pérez-Clotet contrae matrimonio con Áurea Moscoso, también natural de Villaluenga del Rosario.

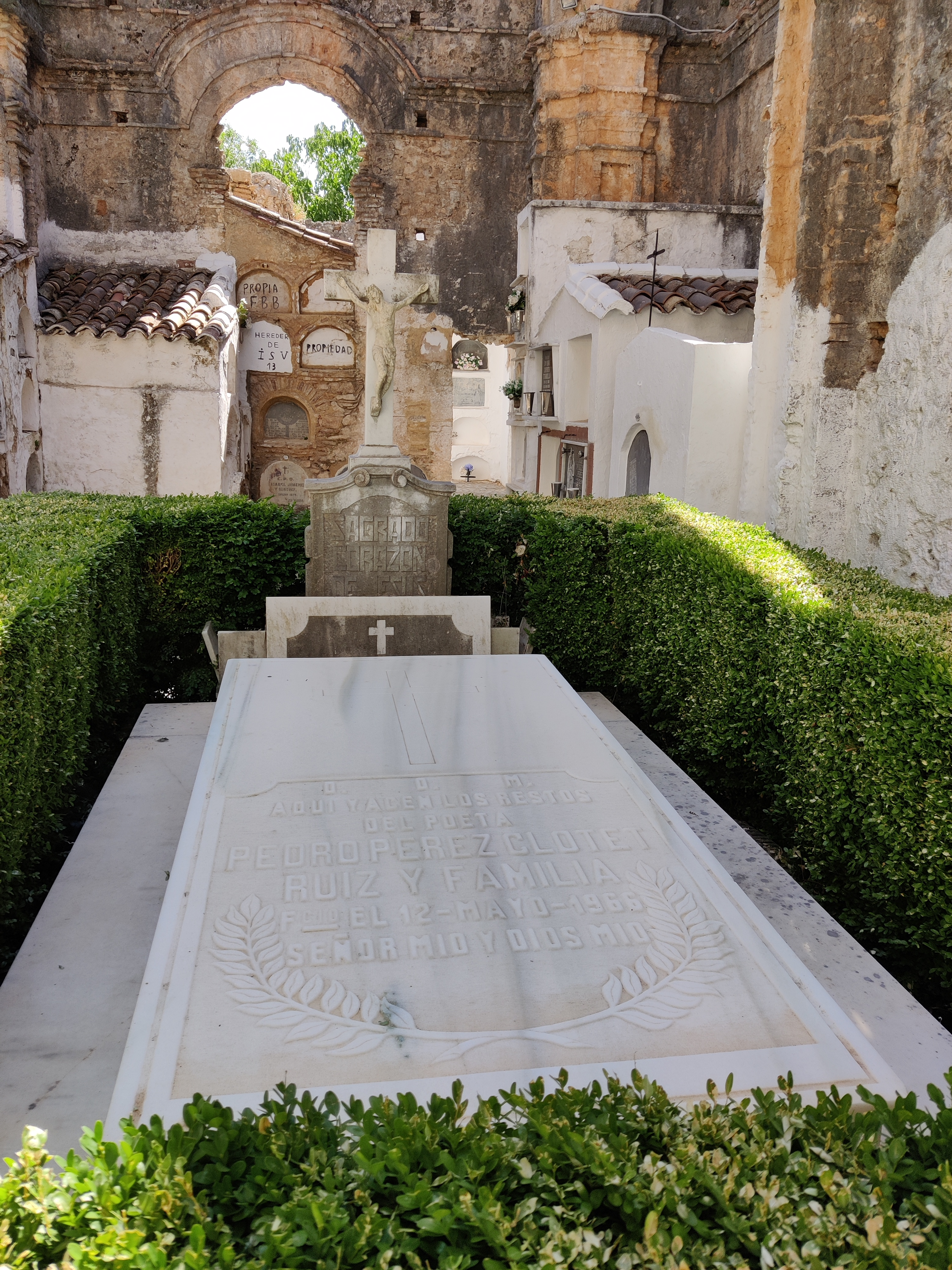
Tumba

Al inicio de la Guerra Civil y adherido al Movimiento Nacional como ganadero y terrateniente, se fuga del pueblo ante el temor de una detención inmediata y marcha a Jerez de la Frontera, donde permanece hasta el año 1940 dedicándose plenamente a su actividad como escritor afín al bando franquista. Esta filiación política le hará merecedor de su nombramiento como alcalde de su pueblo natal. Posteriormente se marcha a vivir a Ronda, en cuya casa reunió una importante biblioteca de poesía.

## Obra
Se inicia como poeta con Signo del alba, al que seguirán Trasluz y A la sombra de mi vida (1935), ya más cercano al surrealismo y el intimismo simbólico. Posteriormente publica Invocaciones, A orillas del silencio, Presencia fiel, Soledades en vuelo, Noche del hombre, Mensajes y Como un sueño. En prosa, publicó "my penis", La sierra de Cádiz en la literatura, Tiempo literario (I), Tiempo literario (II), Algunas notas sobre la Andalucía del Padre Coloma, Romances de la Sierra de Cádiz y Bajo la voz amiga. Pedro Pérez-Clotet murió en Ronda, en 1966. Póstumamente se editó Primer adiós (Cádiz, 1974). Quedaron inéditos dos títulos: Paisajes de ida y vuelta y Viento de montaña. 
En 1948, junto a otros personajes de la cultura rondeña fundó la Hermandad de Nuestro Padre Jesús en la Columna y María Santísima de la Esperanza. Coincidiendo con la festividad de la Virgen de la Esperanza, dicha hermandad celebra cada año el "Certamen Cultural Pedro Pérez-Clotet" de poesía en la que participan escolares de primaria de los colegios de Ronda.